# Quipucamayoc

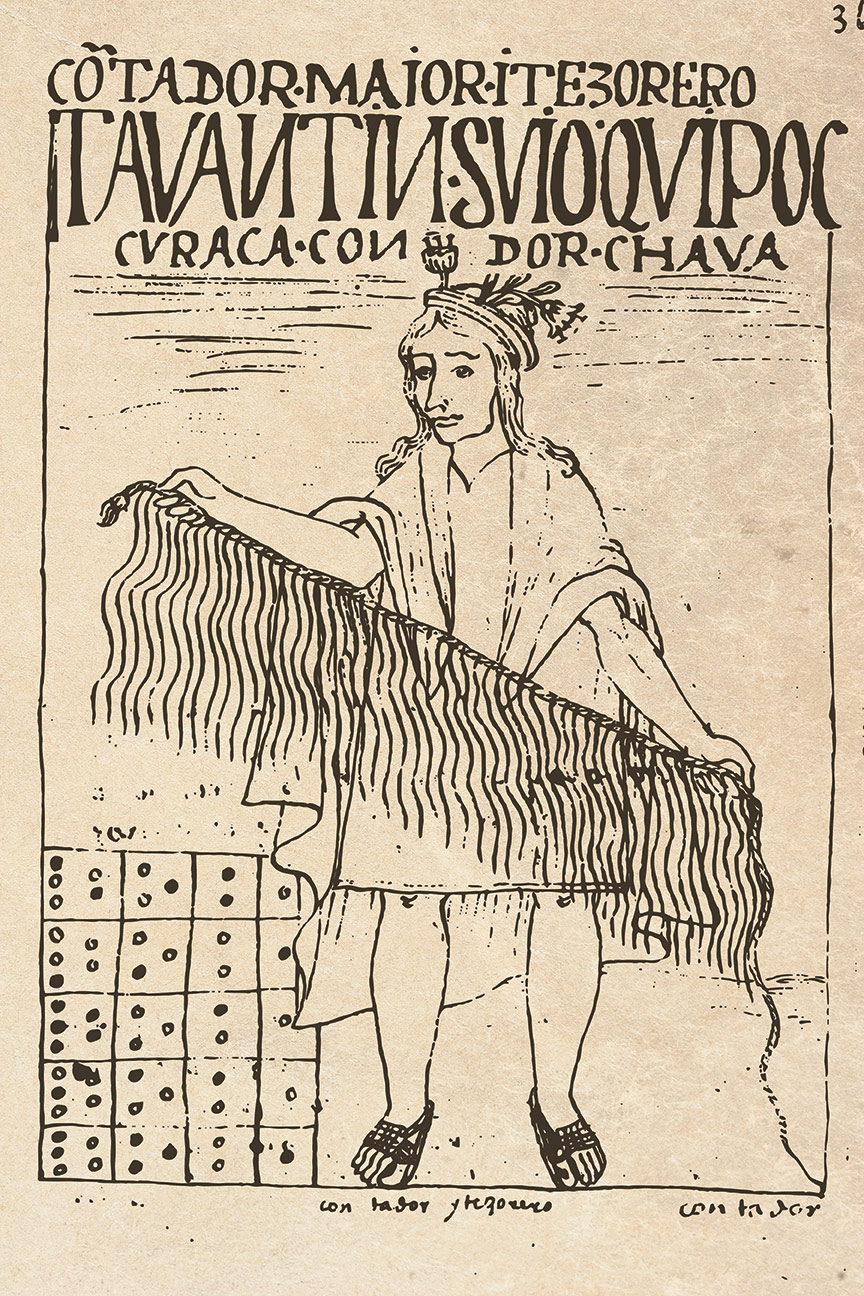
Representación de un quipucamayoc, según Felipe Guamán Poma de Ayala (aprox. 1535–1616) en su obra Primer nueva corónica y buen gobierno. El dibujo muestra a un contador inca con un quipu entre sus manos. El quipu fue una escritura numérica en el antiguo imperio incaico. La yupana, o ábaco incaico, aparece a la izquierda.

Un quipucamayoc (del quechua khipu kamayuq, «responsable del quipu», plural: khipu kamayuqkuna) era un funcionario dentro de la administración y burocracia del Tahuantinsuyo, que tenía como principal función la interpretación y manejo de los quipus. Se les ha equiparado a los contadores o tesoreros occidentales.
Eran miembros de la nobleza inca que aprendían el oficio en escuelas especializadas, y mantenían un sistema gremial cerrado, por lo que solo se podía acceder al puesto si provenía de una familia de quipucamayoc. Estaban presentes en todos los rincones del Estado inca, desde la ciudad capital, Cuzco, llevando la contabilidad central, hasta anotando la cantidad de productos almacenados en las colcas en los pueblos cercanos a las fronteras. Eran las personas encargadas de registrar los acontecimientos y llevar las estadísticas de un complejo estado inca de dos millones de kilómetros cuadrados y más de 12 millones de habitantes. Otro de instrumento del cual se valían los quipucamayoc para los cálculos era la yupana, o ábaco andino.
Debido al sistema de dualidad dentro de la concepción del mundo andino (hanan y hurin), cada comunidad, del tamaño que fuere, tenía cuatro quipucamayoc que anotaban los mismos valores en sus respectivos quipus, pudiendo cotejar sus datos con su par correspondiente.
Además de temas contables, los quipucamayoc pudieron registrar narraciones de cuentos, mitos o hechos reales, que solo ellos podían interpretar según un sistema de nudos que no se ha podido descifrar.
Los quipucamayoc fueron esenciales durante la conquista del Perú y la posterior instalación de la nueva administración europea en el territorio andino. Los cronistas tuvieron que recurrir a estos funcionarios para recoger la historia y la interpretación de la mentalidad andina.

## En la ficción
En su relato "Quipucamayoc", el escritor peruano Daniel Salvo narra la historia del hijo del "último curaca de los gruaco", quien aprende el arte de los quipus para vengarse de la invasión inca en su territorio. Sus acciones lo convierten en una especie de hacker indígena.